# Cochenille-tortue du pin
Toumeyella parvicornis
Espèce
Synonymes
- Toumeyella numismaticum (Pettit & McDaniel)

La cochenille-tortue du pin (Toumeyella parvicornis) est une espèce d'insectes hémiptères de la famille des Coccidae.
Cette cochenille est un parasite des pins originaire d'Amérique.

## Distribution
L'aire de répartition de Toumeyella parvicornis comprend le Canada, le Mexique et les États-Unis où elle s'attaque principalement au Pin gris. Mais l'espèce a été introduite en Europe et menace notamment les pins parasols de Rome,. Elle a également été signalée en France dans le département du Var en 2021-2022 ainsi que dans le département des Bouches-du-Rhône en 2025.

## Cycle de vie
Après hibernation, les femelles fécondées l'année précédente achèvent leur croissance avec la reprise de la végétation et pondent leurs œufs, lesquels donnent vie à de petites cochenilles de couleur orange. Dotées de pattes, elles se déplacent à la recherche d'un site approprié où les femelles pourront rester fixées sur l'hôte jusqu'à l'été de l'année suivante. Les mâles ont une vie nettement plus courte ; ils s'enveloppent d'un bouclier d'où émergera 6 semaines plus tard un insecte ailé qui fécondera les femelles et mourra en deux jours.